# Jardín botánico Jensen
El Jensen Botanical Gardens también conocido como Charles C. Jensen Botanical Gardens ( en español: Jardín botánico Jensen), es un jardín botánico, de 3.5 acres (1.42 hectáreas) de extensión, localizado en Carmichael, California. 

## Localización
Jensen Botanical Gardens 8520 Fair Oaks Boulevard, Carmichael, Sacramento county, California CA 95608 Estados Unidos.
Planos y vistas satelitales.38°38′22″N 121°19′17″O / 38.63944, -121.32139
Se encuentra abierto en las horas de luz del día.

## Historia
El jardín fue creado en 1958 por Charles C. Jensen. Después de su retiro como comerciante. El Sr. y la Sra. Jensen se mudaron de su casa en Oakland a su nueva propiedad en Carmichael. Ellos hicieron viajes regulares a Oakland para traer de vuelta remolques llenos de plantas y árboles. 
La propiedad ya tenía robles, secoyas de costa y zarzamoras. Poco a poco despejaron la tierra y comenzaron a plantar las magnolias, azaleas, cornejos y arces japoneses que se encontraban entre las primeras plantas traídas desde Oakland.
Con hibridaciones, injertos y la adquisición de nuevas variedades de plantas, construyeron un jardín que llamó la atención de numerosos transeúntes. Disfrutaban especialmente en mostrarlo a los visitantes alrededor de su jardín y lo abrieron para fiestas y bodas. 
Después de su muerte, un grupo de ciudadanos formaron el "Charles C. Jensen Botanical Garden, Inc Committee" con la intención de preservar el jardín. Su recaudación de fondos y sus esfuerzos tuvieron éxito y el jardín se convirtió en propiedad del "Carmichael Recreation and Park District" en 1976.
Actualmente el Distrito continúa trabajando en el jardín con la cooperación y el talento inagotable de los Amigos del Jardín Botánico Jensen. Este grupo de voluntarios ha transformado el jardín en el hermoso paraíso que es hoy. Una de las referencias de Carmichael, tiene muchas variedades de magnolias y cornejos, arces japoneses y miles de tulipanes. Con una explosión de vida y color en primavera.

## Colecciones
Con una gran variedad de tulipanes en primavera. Tienen una gran variedad de cultivares de camelias, cornejos, arces japoneses, azaleas, y rhododendron.
El "Carmichael Recreation and Park District" abrió recientemente una nueva función para el Jardín Botánico C. Jensen. El " The Nature Path for the Blind and visually impaired" (Camino Natural para Ciegos y deficientes visuales) que se abrió oficialmente al público en la primavera, en este se pueden apreciar las diferentes texturas y experimentar las fragancias únicas de las diferentes plantas a través de las vías adaptadas para los invidentes y las personas con minusvalías físicas. El proyecto fue inspirado por un miembro de las "Daughters of the American Revolution" (Hijas de la Revolución Americana), Jacqueline Coffroth.